# Typ VCS 420
Der Typ VCS 420 war ein Serienschiffstyp, bestehend aus sechs baugleichen Einheiten. Die Containerschiffe wurden von der Werft Juliana Constructora Gijonesa in Gijón für die Deutsche Seereederei Rostock (DSR), die Staatsreederei der Deutschen Demokratischen Republik, gebaut.

## Beschreibung
Das erste Schiff, die Halberstadt, lief am 6. November 1985 vom Stapel und wurde am 30. Mai 1985 an den Auftraggeber abgeliefert.
Die Schiffe waren als Doppelhüllen-Mehrzweck-Trockenfrachtschiffe mit weit achtern angeordnetem Deckshaus und drei vorderen Laderäumen ausgelegt. Die drei Laderäume waren mit Cellguides (Zellengerüste zur Führung der Container) für 40-Fuß-Container ausgestattet, die schnell abgebaut werden konnten, um es zu ermöglichen, konventionelles Stückgut und Massengüter zu transportieren. Die zur damaligen Zeit noch nicht flächendeckende Containerisierung der vorgesehenen Fahrtgebiete Rotes Meer und afrikanische Küste machten eine solche Lösung erforderlich. Dieser Typ wurde mit je zwei 36-Tonnen-Bordkranen des Lübecker Herstellers Orenstein & Koppel ausgerüstet. Ein Trimmtank auf der Steuerbordseite ermöglichte bei Nutzung der bordeigenen Kräne auftretende Schlagseiten zu kompensieren, da diese Kräne sich auf der Backbordseite befanden. Die Containerkapazität betrug 194 TEU unter Deck und 246 TEU an Deck, wobei die Deckskapazität durch die Stauung einer weiteren Containerlage auf 324 erhöht wurde. Die Laderäume der Schiffe wurden mit hydraulischen Faltlukendeckeln verschlossen.
Der Antrieb der Schiffe bestand aus einem Zwölfzylinder-Viertakt-Dieselmotor des Typs SKL 12 VDS 48/42 AI-2 mit einer Leistung von 4413 kW. Der Motor wirkte über ein Getriebe auf einen Propeller sowie einen VEB-ELMO-Wellengenerator und ermöglicht eine Geschwindigkeit von etwa 16 Knoten. Weiterhin standen drei SKL-Hilfsdiesel und ein Pegaso-Notdiesel zur Verfügung. Die An- und Ablegemanöver wurden durch ein Bugstrahlruder unterstützt.

## Die Schiffe
| Bauname            | Baunummer IMO-Nr. | Stapellauf Ablieferung           | Spätere Namen und Verbleib |
| ------------------ | ----------------- | -------------------------------- | --- |
| Halberstadt        | 302 8322181       | 6. November 1984 30. Mai 1985    | Ursprünglich als Fritz Grosse geplant; 23. Juli 1992 an Ever Gain Shipping Co. Ltd. Kingstown (St. Vincent und die Grenadinen) als Ever Gain; 1992 in Eagle Sun; 1993 wieder Ever Gain, dann Orient Star, 1994 an Blue Angel Maritime Ltd. Saint John’s (Antigua und Barbuda) als Star Light; 1999 als Claire A. an Menkar Navigation SA, Izmir; 2008 Timucin A, 2011 an Elkenz Denizcilik Nakliyat ve Ticaret, Istanbul Simin; 2013 verschrottet        |
| Arnstadt           | 303 8322193       | 10. Dezember 1984 9. August 1985 | Ursprünglich als Hans Marchwitza geplant; 11. September 1992 an Syarikat Perkapalan Kris Sendirian Berhad, Labuan, Malaysia als Kris Terasek; 1998 an Mirak Shipping SA, Izmir als Diane A.; 1999 an Menkar Navigation SA, Izmir; 2008 Jak A; 2011 FGM Commander, Totalverlust |
| Rudolstadt         | 304 8322208       | 7. März 1985 25. Oktober 1985    | Ursprünglich als Max Lademann geplant; 18. Juni 1990 an DSR GmbH, Rostock, 29. Juli in Metz Beirut; 16. April 1992 in Karakoram; 25. Januar 1994 in Hyundai Vostochny; 1995 in Hyundai Tanjin; 1996 in Qingdao Express, 2000 Li Ming, 2004 Xing Ming 1, 2006 He Jiang, 2008 verschrottet |
| Johanngeorgenstadt | 305 8322210       | 5. Juli 1985 20. Dezember 1985   | Ursprünglich als Fritz Ehrlich geplant; 18. Juni 1990 an DSR GmbH, Rostock; 30. Juni 1992 an Marsfjord Shipping Co. Ltd. Limassol; im Juli 1992 weiter an Imke Wehr Shipping Co. Ltd., St. John’s und im Herbst 1993 umbenannt in Imke Wehr; 1996 in Tiger Creek und im Mai 1996 an Menkar Navigation SA, Izmir, umbenannt in Vivien A.; Januar 2004 Erkut A; 2010 A Bedevi, 2012 verschrottet                                                           |
| Neustadt           | 306 8411853       | 31. Juli 1985 14. Februar 1986   | Ursprünglich als Theodor Neubauer geplant; 18. Juni 1990 an DSR GmbH, Rostock; 4. August 1992 an Hainan Shipping & Enterprises Co. Ltd. Haikou (Volksrepublik China) umbenannt in Wan Ning He; Juni 1998 als Sirte Star an Seatide Shipping Ltd.; Kingstown (VCT); 2011 Amal S, 2012 verschrottet |
| Jöhstadt           | 307 8411841       | 1. Oktober 1985 16. April 1986   | Ursprünglich als Fritz Heckert geplant; 15. Juli 1991 in Metz Larnaca; 10. April 1991 umbenannt in Khyber; am 26. Juni 1992 an Marsfjord Shipping Co. Ltd. Limassol; sofort weiter an Imke Wehr Shipping Co. Ltd., St. John’s und 1993 umbenannt in Peter Wehr; Umbau, neue Ladekapazität 581 TEU; 1994 in Samudera Thai: 1995 wieder Peter Wehr; 1995 verchartert als FMG America; Mai 1996 Wanda A.; 2009 Teoman A; 2011 Aspendos M, 2013 verschrottet |